# Тополя-Крулевська
Тополя-Крулевська (пол. Topola Królewska) — село в Польщі, у гміні Ленчиця Ленчицького повіту Лодзинського воєводства.
Населення — 301 особа (2011).
У 1975-1998 роках село належало до Плоцького воєводства.

## Демографія
Демографічна структура станом на 31 березня 2011 року:
|          | Загалом | Допрацездатний вік | Працездатний вік | Постпрацездатний вік |
| -------- | ------- | ------------------ | ---------------- | -------------------- |
| Чоловіки | 151     | 25                 | 107              | 19                   |
| Жінки    | 150     | 23                 | 78               | 49                   |
| Разом    | 301     | 48                 | 185              | 68                   |